# 프리부르주
프리부르주(프랑스어: Fribourg, 독일어: Freiburg 프라이부르크[*])는 스위스 서부에 있는 주이다. 프리부르주는 프랑스어, 독일어 이중 언어를 사용하며 둘 모두 주의 공식 언어이다. 시민의 2/3가 프랑스어를 사용하고, 약 1/3이 독일어를 사용한다. 주의 이름은 수도인 프리부르에서 따왔다.

## 개요
스위스 중서부에 위치하며, 남쪽은 알프스산맥 기슭이다. 사린강(자네강)이 흐르며, 서북쪽은 뇌샤텔호에 접한다. 프리부르를 중심으로 뇌샤텔 호와 모라호를 중심으로 하여 프랑스어와 독일어 사용 지방을 경계로 형성된 지역으로 1481년 스위스 동맹에 가입했다. 주변 주들은 종교 개혁의 영향을 받았으나, 이 주는 가톨릭 신앙을 지켰다. 1846년 가톨릭 분리주의 동맹에 참여했으나, 전쟁에서 패했다.
농업이 활발한데, 특히 낙농업이 유명하다. 특색 있는 치즈로 알려져 있다. 주요 도시에는 공업이 발달해 있다. 주민은 가톨릭 신자가 다수이며, 2/3 가량이 프랑스어, 1/3 가량이 독일어를 쓴다. 가톨릭이 우세한 지역으로 유서 깊은 수도원과 성당이 많다.

## 역사
뇌샤텔 호수와 모라 호수 기슭에서 선사 시대 정착지의 중요한 흔적이 발굴되었다.
프리부르주는 1481년 스위스 연방에 합류했다. 이 지역은 수도 프리부르가 인수한 토지로 구성되어 있다. 1803년에 무르텐(모라)을 얻어 현재의 범위까지 도달했다. 프리부르주는 1846년 가톨릭 주의 분리주의 동맹에 가입했다. (존더분트 전쟁) 이듬해 군대는 연방군에 항복했다.

## 지리

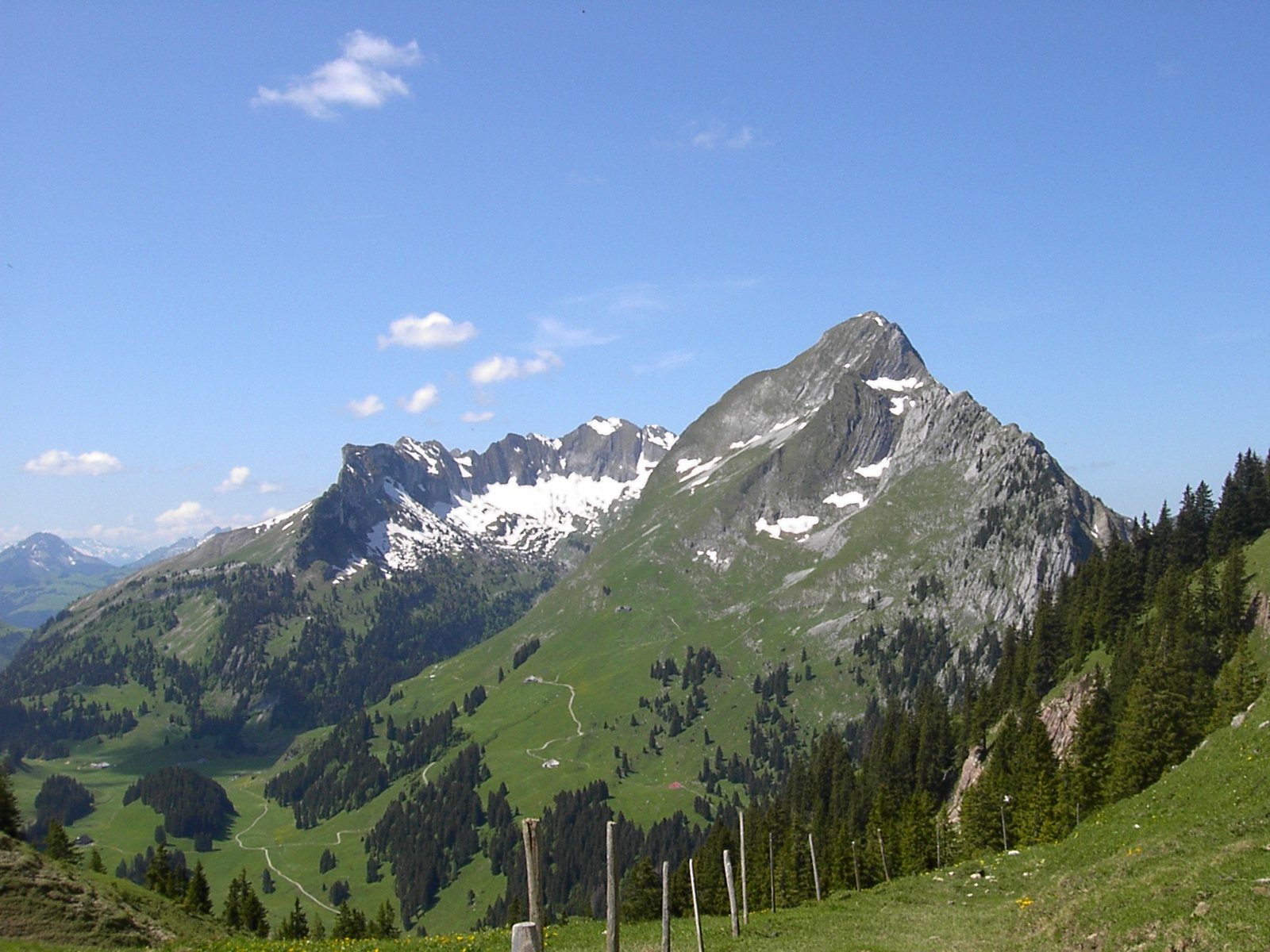
프리부르 프리알프: 당 드 브랑레르(2358m, 오른쪽)와 바닐 느와(2389m, 배경)

서쪽은 뇌샤텔 호수, 서쪽과 남쪽은 보주, 동쪽은 베른주와 접해 있다. 주에는 보주에 2개 지역과 베른주에 1개 지역과 호수에 있는 큰 지역이 포함된다. 주의 면적은 작은 구역을 포함하여 1,669k㎡이다.
주는 높은 스위스 고원에 있다. 서쪽에서는 땅이 평평하지만, 주의 남동쪽으로 갈수록 땅이 구릉지로 솟아 있다. 이 지역은 일반적으로 프리 알프스라고 불리지만, 베른 알프스의 일부이다. 주에서 가장 높은 고도는 2,389m의 바닐 느와(Vanil Noir)이다.
사린강은 주의 남쪽에서 북쪽으로 흐른다. 지류와 함께 이 강은 주의 대부분의 땅을 배수한 다음 아레강과 합류한다. 브루아강은 주의 서쪽에서 배수되어 북동쪽으로 모라 호수로 흐른다. 주의 남서쪽 부분은 브베강으로 배수되어 남쪽으로 제네바 호수(레만호)로 흐른다.

### 구
주는 7개 구역으로 나뉜다.

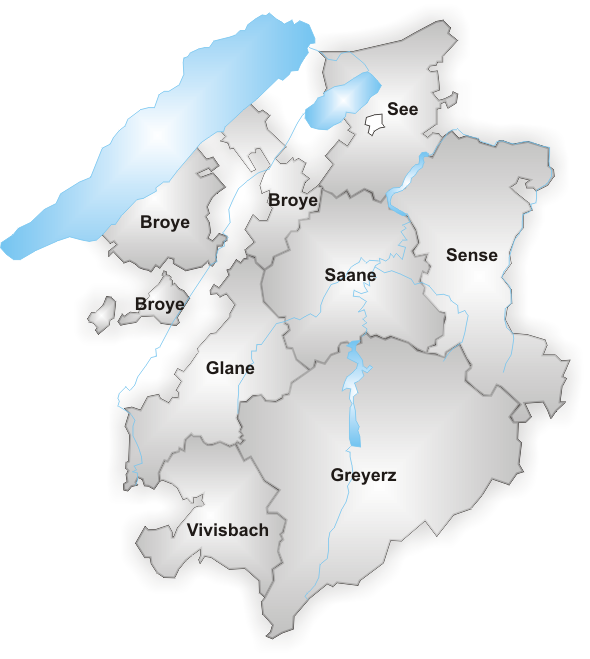
프리부르주의 구

- 브와예 (Broye) - 수도 에스타베예-르-락 (Estavayer-le-Lac)
- 글랜 (Glâne) - 수도 로몽 (Romont)
- 그뤼에르 (Gruyère) (독일어 Greyerz) - 수도 뷜 (Bulle)
- 사린 (Sarine) (독일어 Saane) - 수도 프리부르 (Fribourg)
- 호수 (프랑스어 Lac, 독일 See) - 수도 모라 (Morat)
- 젠제 (Sense) (프랑스어 Singine) - 수도 타페르 (Tafers)
- 브베이제 (Veveyse) (독일어 Vivisbach) - 수도 샤텔생드니 (Châtel-Saint-Denis)

2012년 1월 현재 프리부르주에는 165개의 지자체가 있다. 주에서 지자체 간의 합병에 보조금을 지급함에 따라 그 수는 감소하고 있다.

## 인구통계
서쪽으로는 주로 개신교인 보주, 동쪽으로는 베른과 대조적으로, 프리부르주는 소수 개신교 (15%)와 함께 주로 로마 가톨릭 신자 (70%, 2000년 기준)이다. 이것은 비록 그것이 프랑스-독일 언어 경계에 걸쳐 있음에도 불구하고 주의 존재를 설명한다. 과거에는 스위스의 주를 그릴 때 교파적 고려가 언어적 고려보다 더 중요했기 때문이다.
인구의 주요 중심지는 수도인 프리부르(34,300명)와 뷜 (18,200명)이다.
인구의 3분의 2는 프랑스어를 사용하고 나머지는 독일어의 알레만어 방언을 사용한다. 프랑스어를 사용하는 지역은 서쪽에 있고, 알레만어를 사용하는 지역은 동쪽에 있다. 이중 언어를 구사하는 마을의 수와 결과적으로 프랑스어와 독일어를 유창하게 구사할 수 있는 많은 사람들이 전화 판매 회사와 같은 기업을 끌어들였다. 2020년 12월 31일 기준, 주의 인구는 325,496명이다. 2007년 기준 인구는 43,838명으로 전체 인구의 약 16.65%이다.
역사적 인구는 다음 표에 나와 있다.
| 과거 인구 데이터 | 과거 인구 데이터 | 과거 인구 데이터 | 과거 인구 데이터 | 과거 인구 데이터       |
| 년도             | 전체 인구        | 스위스           | 비스위스계       | 인구 비율 전체 인구 중 |
| ---------------- | ---------------- | ---------------- | ---------------- | ---------------------- |
| 1850             | 99 891           | 98 556           | 1 335            | 4.2%                   |
| 1870             | 114 994          | 113 219          | 1 775            | 4.1%                   |
| 1900             | 127,951          | 123,579          | 4,372            | 3.9%                   |
| 1950             | 158,695          | 154,527          | 4,168            | 3.4%                   |
| 1970             | 180,309          | 163,503          | 16,806           | 2.9%                   |
| 2000             | 241,706          | 206,182          | 35,524           | 3.3%                   |
| 2020             | 325,496          |                  |                  | 3.8%                   |

## 경제

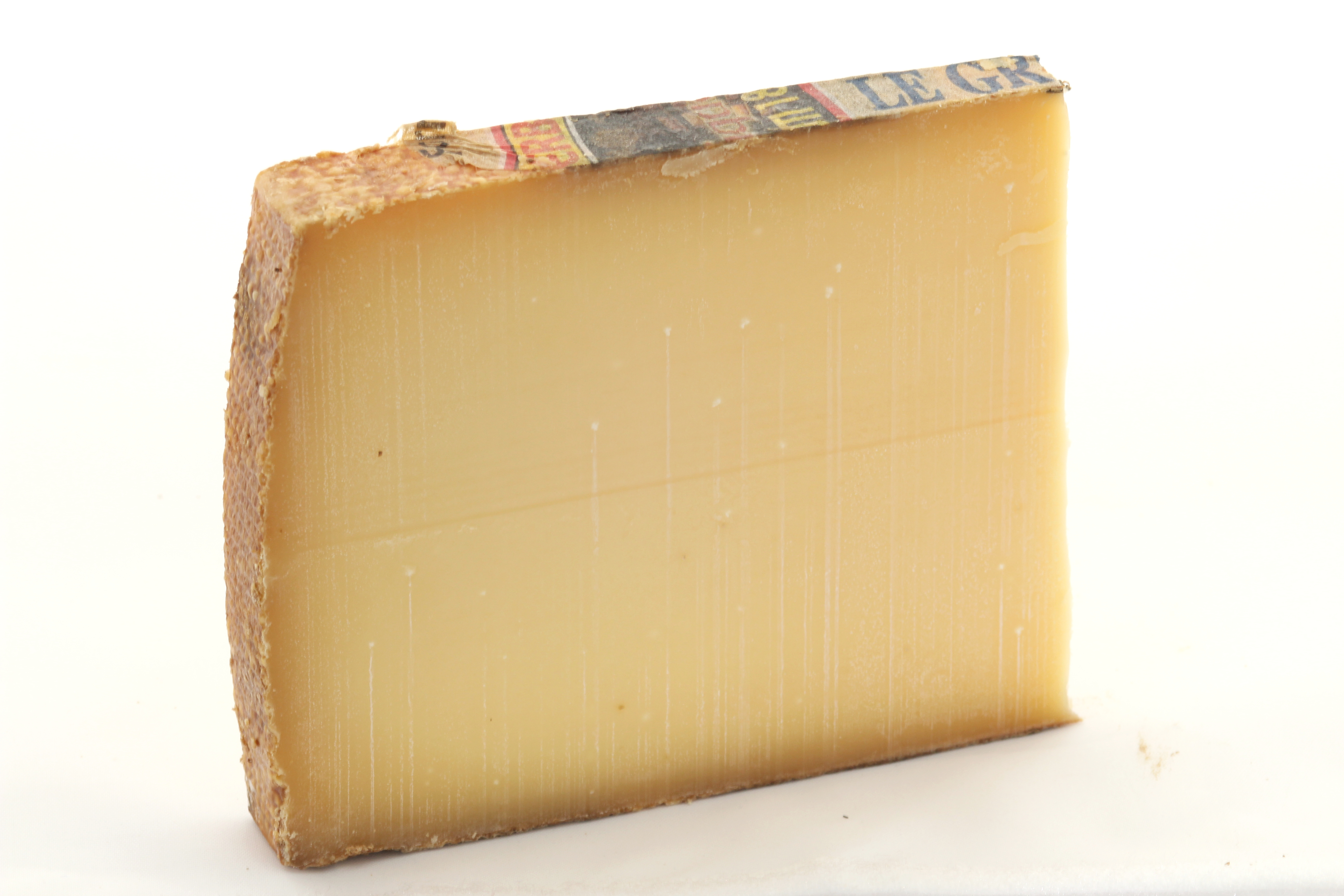
그뤼에르 치즈

농업은 프리부르주에서 중요하다. 주요 농업 활동은 가축 사육과 낙농업이다. 이 지역은 주요 치즈 생산지이며, 특히 같은 이름의 치즈가 생산되는 그뤼에르 지역이다. 초콜릿 산업은 국제 초콜릿 연구 센터가 있는 브혹(Broc)에서도 잘 확립되어 있다. 기타 농산물에는 담배, 과일 및 곡물이 포함된다. 농업은 가장 비옥한 땅이 있는 주의 북쪽에서 우세한다.
수도 프리부르를 중심으로 경공업이 집중되어 있다. 다른 경공업 중심지는 뷜 (Bulle), Villars-sur-Glâne, 뒤딩엔 (Guin), 무르텐 (Morat) 및 에스타베예-르-락(Estavayer-le-Lac)이다. 이 5개 센터에는 많은 수의 중소기업이 있으며 그 중 상당수가 서비스 부문이다. 숲은 그뤼에르 지역에서 중요하다.
사린 지역의 발전소는 전기를 수출한다. 산악 지역은 일년내내 관광객을 끌어들인다. 호수 지역은 여름과 가을에 관광객들이 자주 방문한다.

## 교통
프리부르주는 A1, A12 고속도로와 빠른 철도 연결로 스위스의 다른 지역과 잘 연결되어 있다. 제네바와 남서부의 로잔과 베른과 취리히를 잇는 주요 철도는 프리부르와 그 나라의 다른 중심지를 연결한다.